# Crassispira pulchrepunctata
Crassispira pulchrepunctata é uma espécie de gastrópode do gênero Crassispira, pertencente à família Pseudomelatomidae.